# Georg Fischer AG
Georg Fischer AG (kratica GF, ili kao logotip +GF+) je međunarodni industrijski koncern sa sjedištem u Schaffhausenu u Švicarskoj. 

## Pregled
Tvrtka Georg Fischer ima danas u svijetu oko 54 proizvodnih pogona i 137 podružnica, s oko 13 000 zaposlenih.

## Povijest
Johann Conrad Fischer (1773. – 1854.) je 1802. osnovao trvtku «Georg Fischer» kupnjom mlina u Schaffhausen te pretvaranjem mlina u ljevaonicu. Ime je dobila tvrtka po sinu Johanna Conrada Fischera, Georgu.

## Vanjske poveznice
- Georg Fischerova stranica
- Georg Fischerova stranica u Hrvatskoj  Arhivirana inačica izvorne stranice od 20. siječnja 2012. (Wayback Machine)